# Caudecoste
Caudecoste – miejscowość i gmina we Francji, w regionie Nowa Akwitania, w departamencie Lot i Garonna.
Według danych na rok 1990 gminę zamieszkiwało 855 osób, a gęstość zaludnienia wynosiła 50 osób/km² (wśród 2290 gmin Akwitanii Caudecoste plasuje się na 491. miejscu pod względem liczby ludności, natomiast pod względem powierzchni na miejscu 651.).